# Acústica variable
Los sistemas de acústica variable son elementos que se colocan en un recinto con el fin de modificar sus propiedades acústicas. El objetivo es lograr tener diferentes características acústicas para poder realizar varios tipos de eventos o darle diferentes usos a un mismo recinto. Así, en un solo auditorio se puede realizar una conferencia y también una obra de ópera, teniendo condiciones óptimas para ambos casos.

## Sistemas pasivos
Una de las formas para realizar las modificaciones consiste en modificar las propiedades físicas del recinto, 
por ejemplo colocar un techo móvil o superficies que se pueden cambiar de material.
Este principio se puede explicar muy fácilmente desde la ecuación de tiempo de reverberación (TR) de Sabine:
| Tiempo de reverberación de Sabine | Tiempo de reverberación de Sabine          |
| Símbolo                           | Nombre                                     |
| --------------------------------- | ------------------------------------------ |
| {\displaystyle TR}                | Tiempo de reverberación                    |
| {\displaystyle V}                 | Volumen del recinto                        |
| {\displaystyle A}                 | Área total del recinto                     |
| {\displaystyle a}                 | Coeficiente de absorción medio del recinto |

En esta ecuación se explica la relación que tiene el principal parámetro para calificar la acústica en un recinto.

## Sistemas activos
Esta metodología consiste en modificar la acústica a partir de agregar más energía acústica que la generada por la fuente sonora original.
En general, los sistemas de acústica activa consisten en un sensor que obtiene la señal de audio del sonido emitido en un recinto;
Luego, esa señal es procesada en tiempo real; y por último, la señal que sale del procesador es reproducida por un parlante, donde volverá nuevamente al recinto.
Al hacer esto, las propiedades acústicas son modificadas, generalmente aumentando el tiempo de reverberación.